# لاأدرية مسيحية
لا أدرية مسيحية هي شكل واضح من اللاأدرية التي تنطبق فقط على خصائص الله. يرى اللاأدريين المسيحيين أنه من الصعب أو المستحيل التأكد من أي شيء يتجاوز المبادئ الأساسية للإيمان المسيحي. حيث يعتقدون أنَّ الله موجود، وأن يسوع له علاقة خاصة معه وهو في حد ما إلهي، وأنَّ الله يجب ان يعبد. هذا النظام المعتقد له جذور عميقة في اليهودية والمسيحية المبكرة.
في عام 1965، نشر عالم اللاهوت المسيحي ليزلي ويزرهيد كتاب المسيحي اللأدري وجادل قائلًا: «[…] أعلن الكثير من اللاأدريين أنهم على مقربة من الإيمان بالإله الحقيقي، عن أبناء الرعية التقليديين الذين يؤمنون بجسد لا وجود له، ويدعونه الله، عن طريق الخطأ». وعلى الرغم من تشدد ورفض علماء الدين التقليديين، فإن لاأدرية ويزرهيد تُعتبر بعيدة عن لاأدرية هكسلي بما فيها اللأدرية الضعيفة: «بطبيعة الحال، إن النفس البشرية لديها القدرة دائمًا على رفض فكرة وجود إله، حيث إن الاختيار ضروري بطبيعته، ولكن لا أستطيع أن أصدق أن أحدًا، في النهاية، سيفعلها».

## نظرة الطوائف المسيحية

### الكاثوليكية
تعتبر الكنيسة الكاثوليكية أن ما يُسمى باللاأدرية الجزئية أمرًا يستحق الدراسة، ولا سيما تلك الأنظمة التي لا تُشير إلى بناء فلسفة كاملة لما هو مجهول، ولكن في استبعاد أنواع خاصة من الحقيقة بمجال المعرفة، وبخاصة الدينية. وعلى الرغم من ذلك، فقد عارضت الكنيسة تاريخيًا الرفض التام لقدرة العقل البشري على معرفة الله. وقد أصدر المجمع الفاتيكاني الأول مرسومًا قال فيه «إن الله، أولًا وآخرًا، يُمكنه عن طريق الضوء الطبيعي للعقل البشري أن يعرف عن نفسه يقينيًا من خلال إبداعه الخلقي». ووفقًا للموسوعة الكاثوليكية، فإن هذا لا يعتمد على نظام فلسفي تاريخي، ولكن على الكتاب المقدس.
جادل الفيلسوف المسيحي بليز باسكال أنه حتى وإن لم تكن هناك أدلة واضحة تُثبت وجود الله، فإن على اللاأدريين أن يخوضوا ما يُعرف برهان باسكال: «إن القيمة اللا نهائية المتوقعة من قبول فكرة وجود الله، هي أكبر من القيمة المحدودة الواردة من رفضها، مما يجعل فكرة الرهان أكثر أمانًا لاختيار الإيمان». واستشهد كل من بيتر كريفت ورونالد تاثيلي بعشرين حجة تُثبت وجود الله، مؤكدين على أن أي طلب للأدلة المعملية هو أن نسأل الله، الخالق الأسمى، أن يُصبح قاضيًا لحوائج البشر.

## مشاهير
- جون لوجي بيرد (1888-1946): مهندس اسكتلندي ومخترع تلفزيون ملون بالكامل في العالم. وصف نفسه بأنه «مسيحي لاأدري».[8]
- غايل غارسيا برنال (1978): ممثل ومخرج مكسيكي، ينتمي إلى الكنيسة الرومانية الكاثوليكية ثقافيًا وروحيًا إلى اللاأدرية.[9]
- سلفادور دالي (1904–1989): رسام إسباني وأحد أهم فناني القرن العشرين وأحد أعلام المدرسة السريالية. اشتهر بلوحة إصرار الذاكرة، التي يظهر بها عدد من الساعات التي تُشير إلى الوقت، تبدو مرتخية وفي حالة مائعة. ينتمي دالي إلى التيار الكاثوليكي واللاأدري على حد سواء.[10]
- فريمان دايسون (1923): عالم في الفيزياء النظرية والرياضيات، أمريكي من أصل بريطاني. اشتهر لعمله في مجال نظرية الكم وفيزياء الحالة الصلبة وعلم الفلك والهندسة النووية. يصف نفسه بأنه «مسيحي ملتزم ولكن ليس مؤمن مسيحي».[11][12][13]
- جون فون نيومان (1903-1957): رياضي أمريكي مجري المولد لعائلة يهودية، قدم مساهمات واسعة وهامة في كثير من المجالات، مثل نظرية المجموعات ونظرية الألعاب والإحصاء وجريان الموائع وعلم الحاسوب والتحليل العددي والبرمجة الخطية والاقتصاد والهندسة الرياضية ونظرية إرجوديك وميكانيكا الكم والتحليل الدالي. ويعتبر من أهم علماء الرياضيات في التاريخ الحديث. يُشار إلى أنه كان «كاثوليكيًا لاأدريًا» بسبب اتفاقه مع رهان باسكال.[14][15][16][17]
- دايفيد غروس (1941): عالم فيزياء جسيمات أمريكي وعالم في نظرية الأوتار. حصل على جائزة نوبل للفيزياء بالاشتراك مع فرانك ويلكزك وهيو دايفيد بولتيزر عام 2004 عن اكتشافاتهما في الحرية المتقاربة في مجال الديناميكا اللونية الكمية. في حين يعتبر الآن نفسه لاأدري، لا يزال لديه ولع للكنيسة.[18]